# Floreal (Brazilië)
Floreal is een gemeente in de Braziliaanse deelstaat São Paulo. De gemeente telt 2.884 inwoners (schatting 2009).

## Aangrenzende gemeenten
De gemeente grenst aan Gastão Vidigal, Magda, Nhandeara en Valentim Gentil.